# Tronchy
Tronchy é uma comuna francesa na região administrativa de Borgonha-Franco-Condado, no departamento Saône-et-Loire. Estende-se por uma área de 7,88 km². Em 2010 a comuna tinha 255 habitantes (densidade: 32,4 hab./km²).